# Onthophagus longimanus
Onthophagus longimanus là một loài bọ cánh cứng trong họ Bọ hung (Scarabaeidae).